# Aleja Wolności w Żywcu
Aleja Wolności w Żywcu – aleja w Żywcu, w dzielnicy Śródmieście. Biegnie od wału przeciwpowodziowego w rejonie Jeziora Żywieckiego do placu Grunwaldzkiego. Na odcinku od ul. Kraszewskiego do placu Grunwaldzkiego aleja jest wyłączona z ruchu samochodowego.
Na odcinku od skrzyżowania z aleją Legionów do połączenia z ul. Żeromskiego aleja ma status drogi powiatowej. Na pozostałych odcinkach stanowi drogę gminną.

## Historia
Otoczenie obecnej Alei Wolności na planie katastralnym miasta z 1884 r. stanowiło koryto Soły, szeroko rozlewające się pomiędzy wysepkami. W jej północnej części zlokalizowane były stodoły należące do mieszkańców Rudzy. Zostały one wyburzone podczas trwającej w latach 1900–1902 budowy gmachu Towarzystwa Gimnastycznego „Sokół”.
Nowa została wytyczona w 1904 r., otrzymując nazwę ulicy Sokolskiej. Rozpoczynała się ona od ulicy Nowy Świat (obecnie ul. Kraszewskiego) i biegła w kierunku Starego Żywca. Wzdłuż ulicy umieszczono skwery nazywane Plantami oraz okrągły plac, przy którym w latach 1927–1929 firma budowlana należąca do bielskiego architekta Karola Korna wystawiła gmach Kasy Chorych.
Planowano połączenie prawej strony placu z ulicą Bracką poprzez wytyczenie kolejnej drogi, jednak do realizacji tego planu nie doszło. Pozostałością po tej koncepcji są fasady domów położonych w głębi zabudowy placu, mających wychodzić na nową ulicę.
Aleja jedno z reprezentacyjnych miejsc miasta. Przy plantach odbywały festyny oraz pokazy sportowe, rozpoczynano też w tym miejscu pochody.
W 1910 r. otwarto połączenie ul. Sokolskiej z ul. Kościuszki w postaci alei obsadzonej kasztanami, u której wylotu 15 lipca 1910 roku wybudowano Pomnik Grunwaldzki, mający upamiętniać 500. rocznicę bitwy pod Grunwaldem.
Podczas okupacji niemieckiej w czasie II wojny światowej aleja została wyłożona kostką granitową i przemianowana na Parkweg. Wyburzono wtedy domy położone między aleją Legionów a ulicą Batorego, gdzie urządzono skwer. W 1945 roku zniszczony został budynek Towarzystwa Gimnastycznego „Sokół”, po zakończeniu wojny został odbudowany.
W 1963 r. przy placu obok budynku Kasy Chorych powstał Pomnik Wdzięczności, Męczeństwa i Braterstwa Broni.

## Najważniejsze obiekty

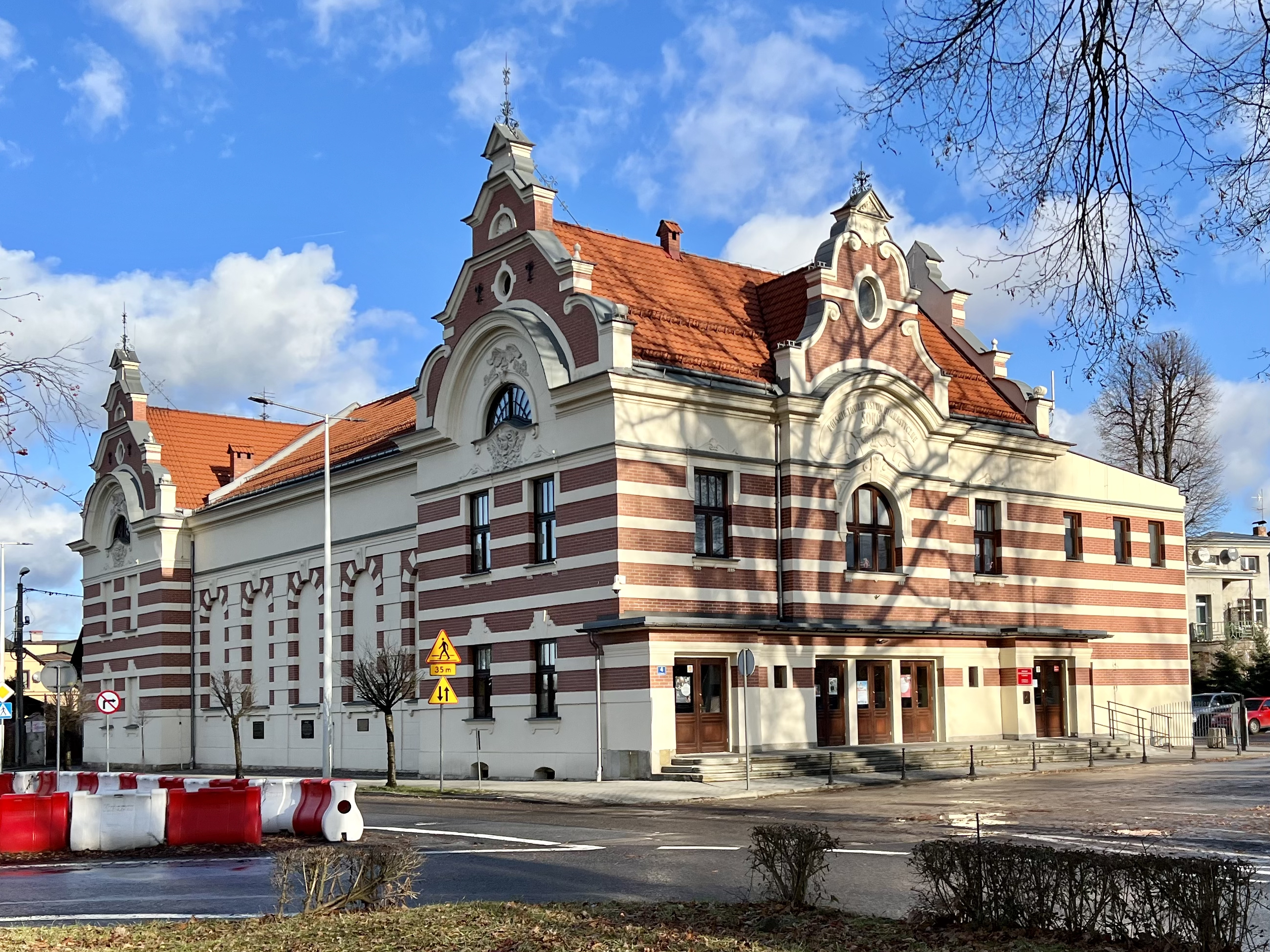
Budynek Miejskiego Centrum Kultury, dawna siedziba Towarzystwa Gimnastycznego „Sokół” (2020)

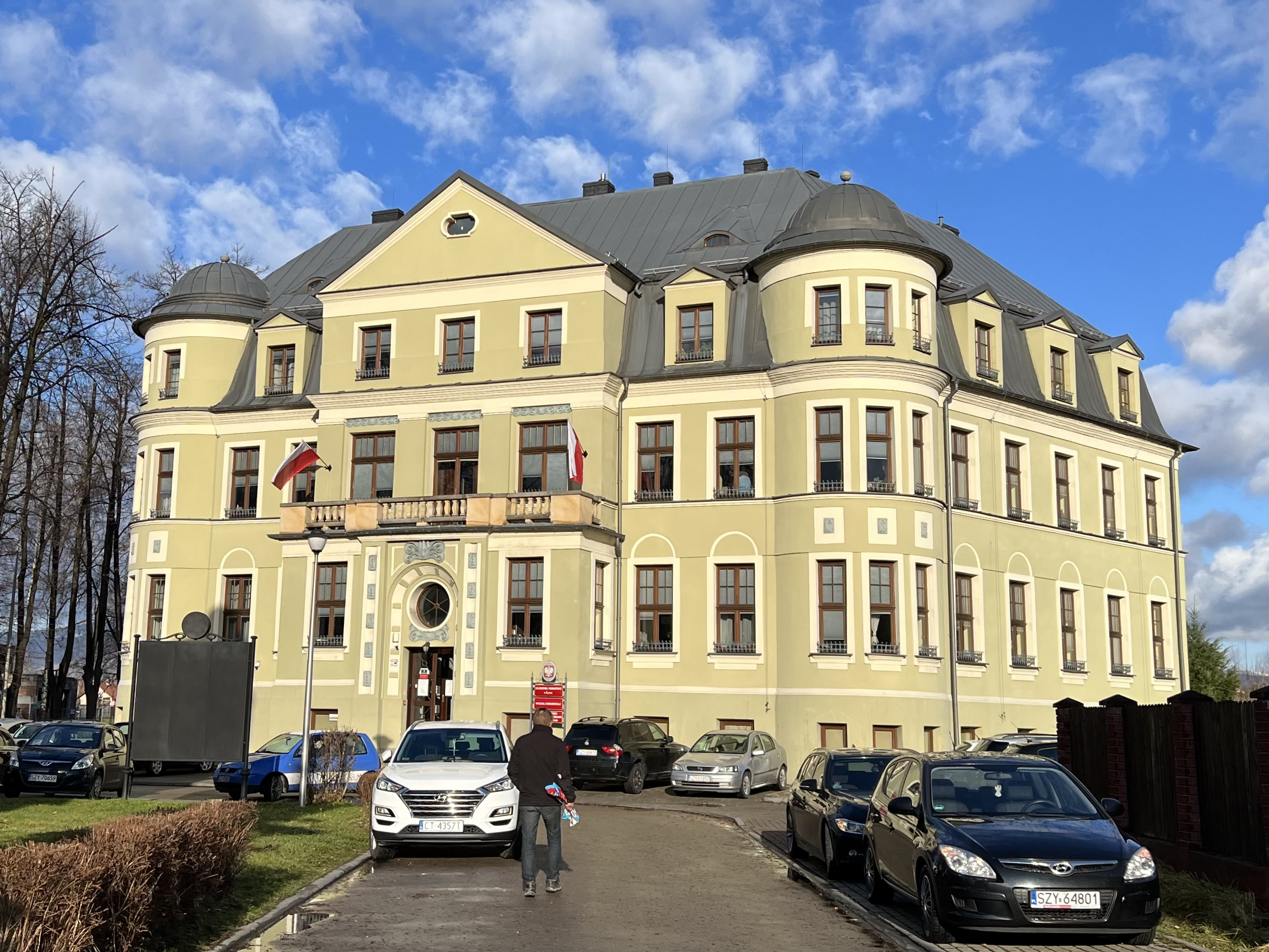
Gmach dawnej Kasy Chorych

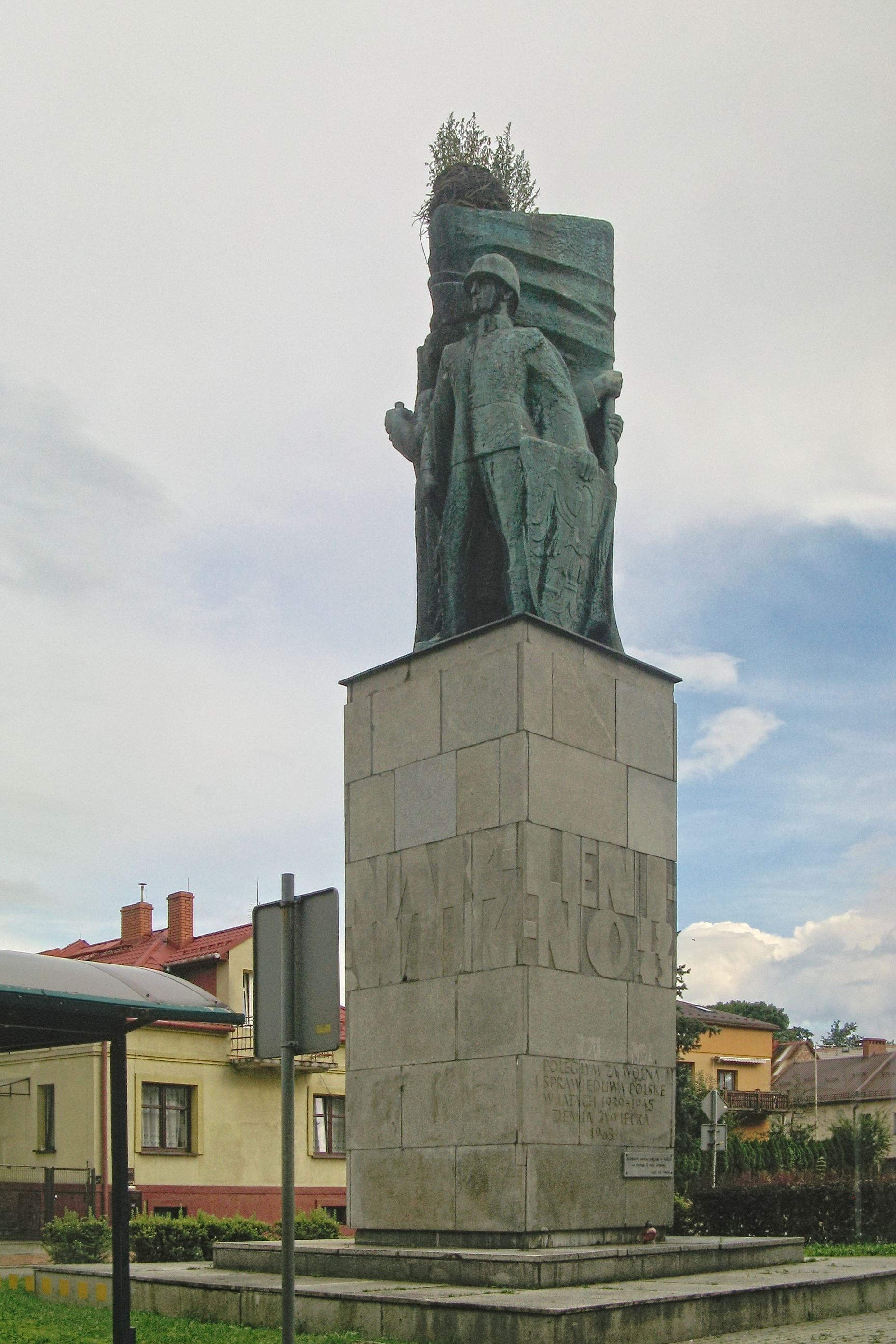
Pomnik Wdzięczności, Męczeństwa i Braterstwa Broni (2020)

### Budynek Towarzystwa Gimnastycznego „Sokół”
2 marca 1895 roku walne zgromadzenie Towarzystwa Gimnastycznego „Sokół” zwróciło się z wnioskiem Rady Gminnej Żywca o wybudowanie dla niego sali. Rozpatrywanie wniosku zajęło kilka lat, jednak zaopiniowano go pozytywnie. W latach 1900–1902 na miejscu dawnych stodół położonych w rejonie późniejszej ulicy Sokolskiej wybudowano siedzibę towarzystwa. Po drugiej stronie drogi powstało również boisko. Towarzystwo gimnastyczne przerwało działalność wraz z rozpoczęciem się II wojny światowej. Obecnie budynek mieści siedzibę Miejskiego Centrum Kultury.

### Gmach Kasy Chorych
Powstał w latach 1927–1929 przy placu wytyczonym podczas budowy ulicy Sokolskiej w 1904 roku. Wybudowany został przez przedsiębiorstwo budowlane Karola Korna. Budynek zaprojektowano na planie litery E. Obecnie znajduje się w nim Wydział Geodezji i Wydział Kartografii Starostwa Powiatowego w Żywcu, wcześniej mieściła się tu siedziba Przychodni Rejonowej „Pod Pomnikiem”.

### Pomnik Wdzięczności, Męczeństwa i Braterstwa Broni
Pomnik upamiętniający walkę żołnierzy Wojska Polskiego i Armii Czerwonej w czasie II wojny światowej położony jest na placu przed budynkiem dawnej Kasy Chorych. Został wybudowany w 1963 roku, jego autorem jest Antoni Biłka, artysta rzeźbiarz z Bielska-Białej. Umieszczono nad nazwy pól bitewnych: „Lenino 43”, „Janów” „Kutno”, „Narwik” „Oświęcim”, „Tarnów” oraz „Poległym za wolną i sprawiedliwą Polskę 1939–1945. Ziemia Żywiecka”. Na cokole znajdują się rzeźby postaci: polskiego żołnierza trzymającego w lewej ręce tarczę z orłem oraz żołnierza radzieckiego, trzymającego pepeszę. Było to miejsce odbywania się uroczystości państwowych i manifestacji patriotycznych w okresie PRL. Na fali dekomunizacji w latach 90. XX wieku postulowano o wyburzenie pomnika, jednak z powodu gniazdowania bocianów na jego szczycie, do rozbiórki monumentu nie doszło. W 2017 roku wymowa pomnika została zmieniona poprzez zamontowanie na jego cokole tablicy z napisem: Poległym za wolną i sprawiedliwą Polskę w latach 1939–1945. Cześć ich pamięci.